# Joan Planas i Artau
Joan Planas i Artau (Riudarenes, 1925 - 2012) va ser un empresari de l'oci nocturn de la província de Girona. Va crear locals com la Pèrgola a Riudarenes, el Don Carlo a Girona o la Pista Jardí de Llagostera i va portar artistes i espectacles a les festes majors.

## Trajectòria
Va començar treballant de fuster a la fusteria familiar que havia heretat, i de barber. Aviat va deixar enrere aquestes feines, quan va començar a comprovar que llogar orquestres per les festes majors, balls d'estiu i revetlles de Sant Joan, era un bon negoci.
Amb l'empresari Ricard Ardévol Llorens van fer l'empresa Planas-Ardèvol i plegats van fer el Don Carlo de Girona, Can Gabriel de Palafrugell, la Pèrgola de Riudarenes, Peroppe's de Blanes i van impulsar l'hotel Cap Ça Sal de Pals, i la Revolution de Lloret de Mar. Joan Planas Artau es va associar amb Joan Planas Nuell de Llagostera per impulsar també els balls d'estiu de la Pista Jardí de Llagostera, un local a l'aire lliure on es ballava de les sis a les deu del vespre.
En controlar diversos espais, durant la dècada del 1970 la societat Ardévol-Planas sovint portava artistes per diversos dies com Manolo Escobar, Lola Flores, Julio Iglesias, Peret, Raphael o Joan Manuel Serrat. També organitzaven espectacles de revista amb vedets i còmics per les festes majors.
Planas també va fundar l'Oficina de Contractacions d'Espectacles de Girona.